# Leliuhivka, Novi Sanjarî
Leliuhivka (în ucraineană Лелюхівка) este localitatea de reședință a comunei Leliuhivka din raionul Novi Sanjarî, regiunea Poltava, Ucraina.

## Demografie
Componența lingvistică a localității Leliuhivka
     Ucraineană (95,81%)
     Rusă (3,34%)
     Alte limbi (0,49%)
Conform recensământului din 2001, majoritatea populației localității Leliuhivka era vorbitoare de ucraineană (95,81%), existând în minoritate și vorbitori de rusă (3,34%).